# アウエル小体

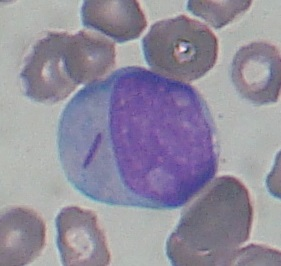
アウエル小体をもつ骨髄芽球（核の左）

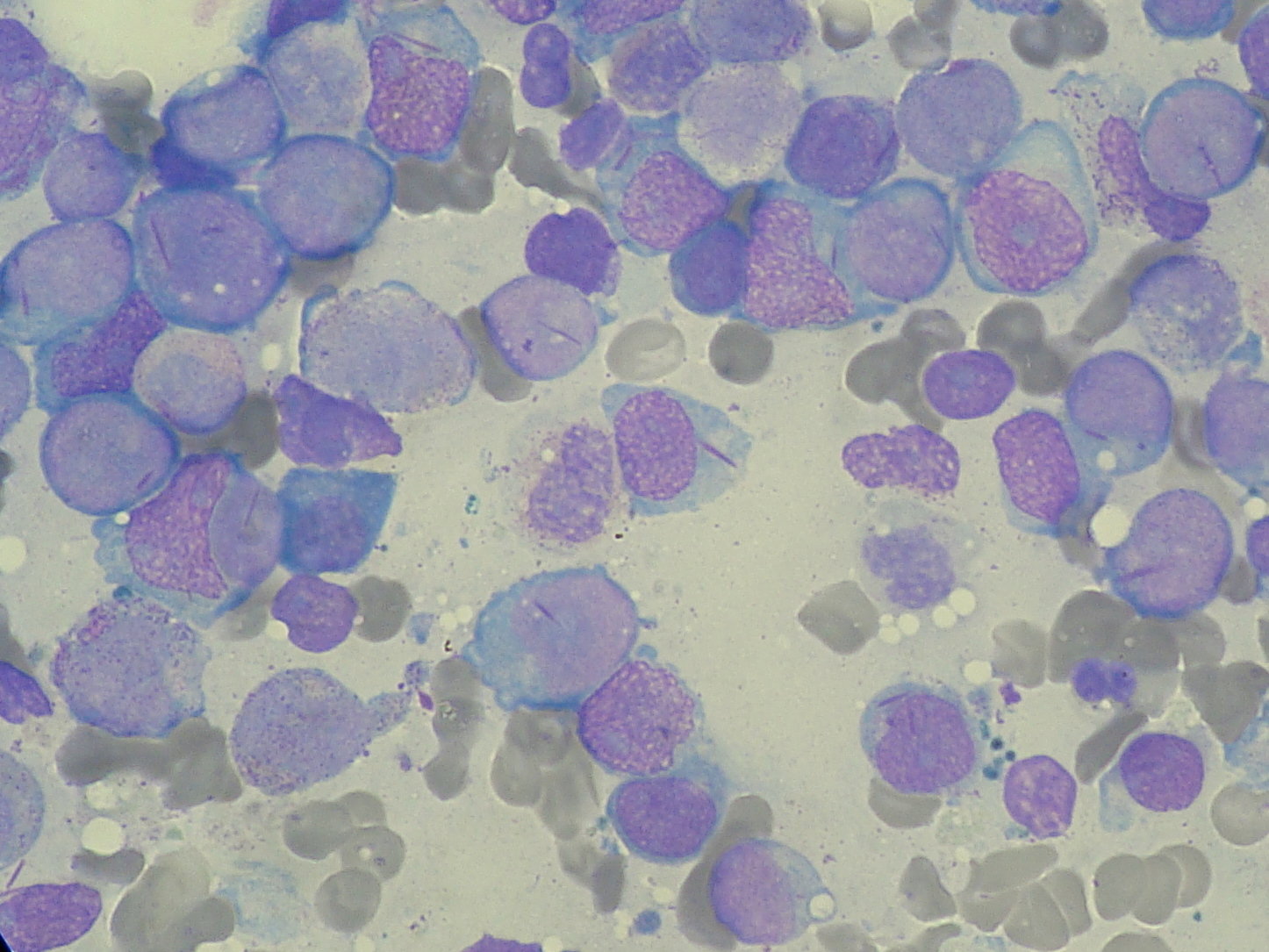
急性骨髄性白血病のアウエル小体をもつ骨髄芽球。骨髄、メイ・グリュンワルド・ギムザ染色

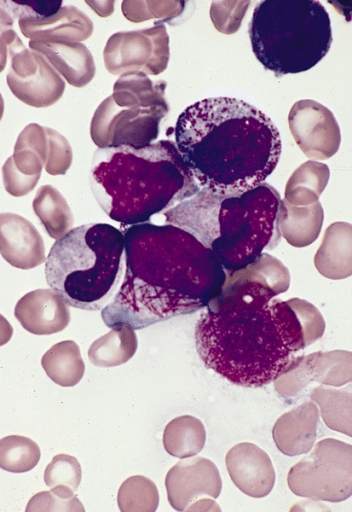
急性前骨髄球性白血病（AML-M3）。中央に多数のアウエル小体を持つ細胞（ファゴット細胞）。骨髄、ライトギムザ染色

アウエル小体とは、白血病性の骨髄芽球または前骨髄球の細胞質にみられることがある、赤紫色の針状ないし棒状の封入体である。

## 概要
アウエル小体（（英）Auer rod、Auer body）とは、急性骨髄性白血病（AML）や急性前骨髄球性白血病（APL）などで、骨髄芽球または前骨髄球の細胞質にみられる、針状ないし棒状の結晶様の封入体であり、アズール好性で赤紫色に染まる。
アウエル小体はペルオキシダーゼ陽性であり、アズール顆粒（一次顆粒）が、正常に成熟できずに融合したものと考えられている。
アウエル小体は細胞質内に一つのことも、複数みられることもある。細胞質内に多数のアウエル小体を認める場合は、そのような細胞をファゴット細胞（英）faggot cell）と呼ぶ。ファゴット細胞は、ほとんどの場合、急性前骨髄球性白血病（APL）でみられる。
アウエル小体は、米国の医学者、ジョン・アウエル（John Auer）にちなんで命名されている。アウエルは1903年に白血病細胞に針状ないし棒状のアズール好性の細胞質封入体を見出した。

## 関連する病態

### アウエル小体がみられる病態
アウエル小体は、急性骨髄性白血病などの腫瘍細胞にみられるものであり、正常な細胞には存在しない。
骨髄芽球や前骨髄球の段階でみられるのが通常であるが、まれに、腫瘍細胞から分化した成熟した好中球にみられることもある。

#### 急性骨髄性白血病
急性骨髄性白血病（AML）の多くのタイプで見られるが、特に多いのは、急性前骨髄球性白血病（APL、FAB分類：M3）で、
ファゴット細胞(束状のアウエル小体をもつ細胞)が見られることがある。
急性単球性白血病（FAB分類：M5）でもアウエル小体はみられることがある。
ただし、急性骨髄性白血病の最未分化型（FAB分類：M0）や急性巨核芽球性白血病（FAB分類：M7）ではアウエル小体はほとんどみられない。
| 急性白血病FAB分類               | メイ・ギムザ染色でアウエル小体を認めた率 （より改変） |
| ------------------------------- | ----------------------------------------------------- |
| M1 急性未分化型骨髄芽球性白血病 | 12 / 22 (54.5 %)                                      |
| M2 急性分化型骨髄芽球性白血病   | 14 / 22 (63.6%)                                       |
| M3 急性前骨髄球性白血病         | 11 / 12 (91.7%)                                       |
| M4 急性骨髄単球性白血病         | 1 / 11 (9.1 %)                                        |
| M5 急性単球性白血病             | 0 / 3                                                 |
| M6 赤白血病                     | 0 / 2                                                 |

#### 骨髄異形成症候群
骨髄異形成症候群（MDS）で、アウエル小体を持つ芽球がみられた場合は、急性骨髄性白血病発症のリスクが高いと判断される。

#### その他の骨髄性白血病
慢性骨髄単球性白血病（CMML）などでもアウエル小体が見られる場合がある。

### アウエル小体によく似た封入体がみられる病態
多発性骨髄腫（Bリンパ球の系統の形質細胞の腫瘍）において、アウエル小体に似た封入体がみられることがある。これは、ライソゾーム起源と考えられており、免疫グロブリンの結晶とは別のものである。
理由は不明だが、κ（カッパ）型骨髄腫がほとんどである。
その他、リンパ性の腫瘍や、甲状腺の髄様癌でも、稀に、アウエル小体に似た封入体が報告されている。

## 臨床的意義

### 診断
アウエル小体は健常人ではみられない所見であり、アウエル小体の存在は急性骨髄性白血病（AML）を示唆する。
急性白血病では、リンパ系と骨髄系で治療法が全く異なるので、両系統の鑑別がきわめて重要であるが、芽球細胞にアウエル小体がみられたときは、骨髄系（急性骨髄性白血病、AML）と考えられる。また、アウエル小体の束（ファゴット細胞）がみられた場合は、基本的に、急性前骨髄球性白血病（APL）と考えられる。

### 予後
急性骨髄性白血病で、アウエル小体がみられる場合は、そうでないものに比べ、予後が良い。
急性骨髄性白血病の化学療法後にアウエル小体をもつ芽球が残存していた場合は、完全寛解が得られていないと判断される。
骨髄異形成症候群で、アウエル小体を持つ芽球がみられた場合は、WHO分類のMDS-EB-2に分類され、急性骨髄性白血病を発症するリスクが高いと判断される。